# ProQuest Dissertations and Theses
ProQuest, punog naziva ProQuest Dissertations & Theses Global, skraćeno PQDT, podatkovna baza doktorskih disertacija i magistarskih radova u kojima su dokumentirane najnaprjednije zamisli iz široka raspona zastupljenih područja te zabilježeni primjeri najnovijih istraživanja, osobito korisnih studentima. Obuhvaća približno 1,7 milijuna cjelovitih disertacija i magistarskih radova te 3,8 milijuna sažetaka završnih radova.